# Berge Stahl
Die Berge Stahl war mit einer Ladekapazität von 364.768 t und einer Länge von 343 m einer der größten Schüttgutfrachter der Welt und fuhr ab 2011 unter der Flagge der Isle of Man (vorher fuhr sie unter der Flagge Norwegens). Von 1986 bis zur Inbetriebnahme der Vale Brasil mit rund 400.000 Tonnen Ladekapazität im März 2011 war sie das größte Schiff ihrer Art.

## Bau und Einsatz
Die Berge Stahl wurde am 14. März 1986 auf der Werft von Hyundai Heavy Industries Co. Ltd. in Ulsan (Südkorea) für die Partrederiet Bergesen im norwegischen Stavanger auf Kiel gelegt. Der Stapellauf erfolgte am 4. September 1986 und zum Ende des Jahres wurde das fertige Schiff abgeliefert. Bereedert wird das Schiff vom Unternehmen BW Maritime, das kommerzielle Management obliegt dem Unternehmen Berge Bulk.
Wegen ihrer enormen Größe und eines Tiefganges von mehr als 23 m konnte sie voll beladen nur drei Häfen weltweit anlaufen: das Terminal Marítimo de Ponta da Madeira der Minengesellschaft Vale in Brasilien sowie den in einer natürlichen Bucht gelegenen Hafen Saldanha in Südafrika als Beladehäfen und den Europoort Rotterdam in den Niederlanden als Zielhafen. Zehnmal im Jahr unternahm das Schiff eine Reise von einem der beiden Überseehäfen nach Europa, mit Eisenerz, das meist für Deutschland bestimmt war. 
In Brasilien dauerte die Beladung mit Erz 30 bis 35 Stunden, nach 14 Tagen Fahrt das Löschen in Rotterdam 3,5 Tage. Zur 11-tägigen Rückfahrt wurden 118.000 t Ballastwasser aufgenommen. Ein Fünftel hiervon wurde jedoch nach Passieren der Biscaya wieder abgepumpt, um das Schlechtwetterrisiko zu senken.
Der Name Berge Stahl ist vom Namen des Reedereigründers, Sigval Bergesen d. y., und in Analogie zu seiner Fracht (Eisenerz) abgeleitet. Viele Schiffe der Reederei beginnen mit dem Namensteil Berge (Berge Athene, Bergeland) – vergleichbar mit Exxon, Shell etc. als Namensteil von Tankern. Berge ist in Norwegen sowohl Vor- wie Nachname und bedeutet, wie im Deutschen auch, bergen.
Das Schiff lief bis 2016 insgesamt 249 Mal den Hafen von Rotterdam an, ehe es auf andere Routen wechselte.
Ab dem 16. April 2021 war das zuvor in der Brunei Bay aufgelegte Schiff für den Abbruch vorgesehen. Im Juli 2021 wurde das Schiff in Gadani zum Abbruch unter dem Namen Geostahl unter der Flagge der Komoren gestrandet.